# Bogense
Bogense (anhörenⓘ) ist eine Stadt mit 4019 Einwohnern (Stand: 1. Januar 2025) am Kattegat an der Nordküste der dänischen Insel Fyn (dt.: Fünen) gelegen. Die Stadt bildet ein eigenes Kirchspiel (Bogense Sogn).

## Geschichte
Bogense erhielt das Marktrecht im Jahre 1288 vom dänischen König Erik VI. Menved. 
In der Stadt befindet sich ein Relikt aus den Anfängen der elektrischen Winderzeugung. Der sog. „Aeromotor“ produzierte Gleichstrom und war die erste Windkraftanlage Dänemarks, die ausschließlich für die Stromerzeugung bestimmt war. Erbaut wurde sie 1942 von F.L. Smidth für die Bogense Elektricitetsverket. Die 26-seitige Instruktionsanleitung stammt vom 2. April 1942, die Einweihung erfolgte am 21. Januar 1943. Der auf einem Betonturm montierte Windrotor war dreiflügelig mit einer Flügelspannweite von 24 m. 1944 produzierte er 102.595 kWh, war in der ganzen Stadt zu hören und stellte eine Alternative zur Stromversorgung während der Besatzungszeit dar, als die Treibstoffvorräte knapp waren. Insgesamt wurden in Dänemark 29 Anlagen dieser Art errichtet. Die in Bogense war eine von vier großen Modellen, während die anderen 25 zweiflügelig waren und eine Flügelspannweite von nur 17 m hatten. Zeitweise war der Rotor instabil und funktionierte nur mit langen Zwischenpausen. 1953 wurde das städtische Elektrizitätswerk auf Wechselstrom umgestellt, die Anlage stillgelegt und die Rotorblätter demontiert.

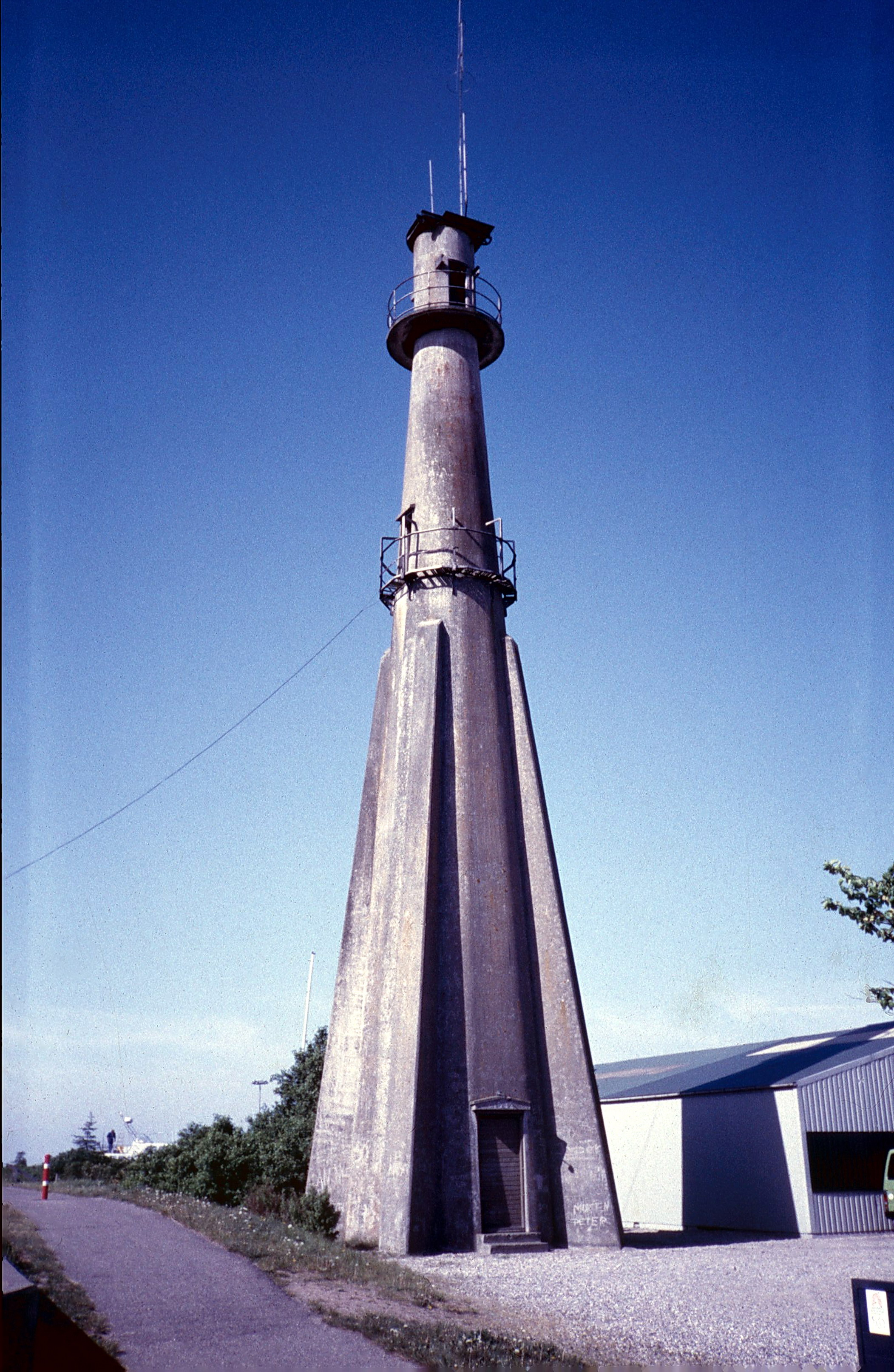
Basis des ehemaligen „Aeromotors“ (1998)
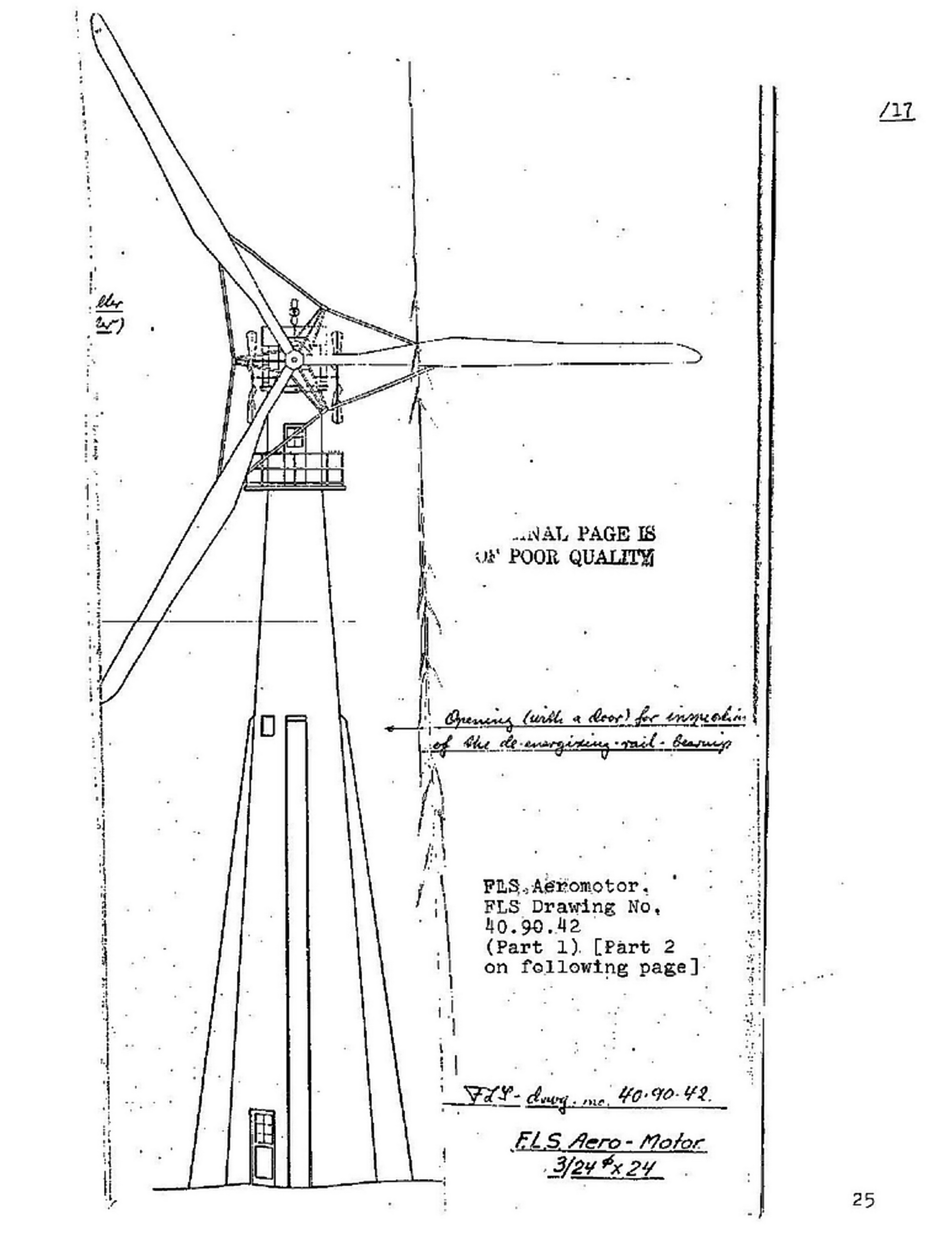
Konstruktionszeichnung des „Aeromotors“ (Aufriss) 1942

Bogense gehörte bis 1970 als Fyns kleinste Stadt mit Marktrecht zur Harde Skovby Herred im damaligen Odense Amt und wurde danach Verwaltungssitz der Bogense Kommune im damaligen Fyns Amt, die im Zuge der Kommunalreform zum 1. Januar 2007 in der Nordfyns Kommune in der Region Syddanmark aufgegangen ist. Verwaltungssitz dieser Kommune ist ebenfalls Bogense.

## Wirtschaft und Infrastruktur

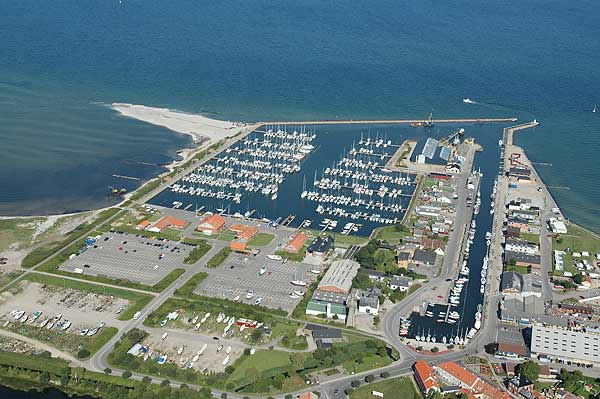
Marina (links) und alter Hafen (rechts), 2007

Bogense ist eine touristisch orientierte Kleinstadt mit drei Campingplätzen, vielen Ferienhäusern und einem Sandstrand.
Die Stadt verfügt über den mit 760 Liegeplätzen größten Yachthafen auf Fyn.

## Sehenswürdigkeiten
Die Hauptstraße in der Bogenser Altstadt mit zahlreichen Geschäften und Gaststätten ist die Adelgade, die auch runter zum alten Hafen und Marina führt. Ebenfalls in der Altstadt liegt der Marktplatz (Torvet). Am ersten August-Wochenende findet jährlich das Rosenfestival in Bogense statt.

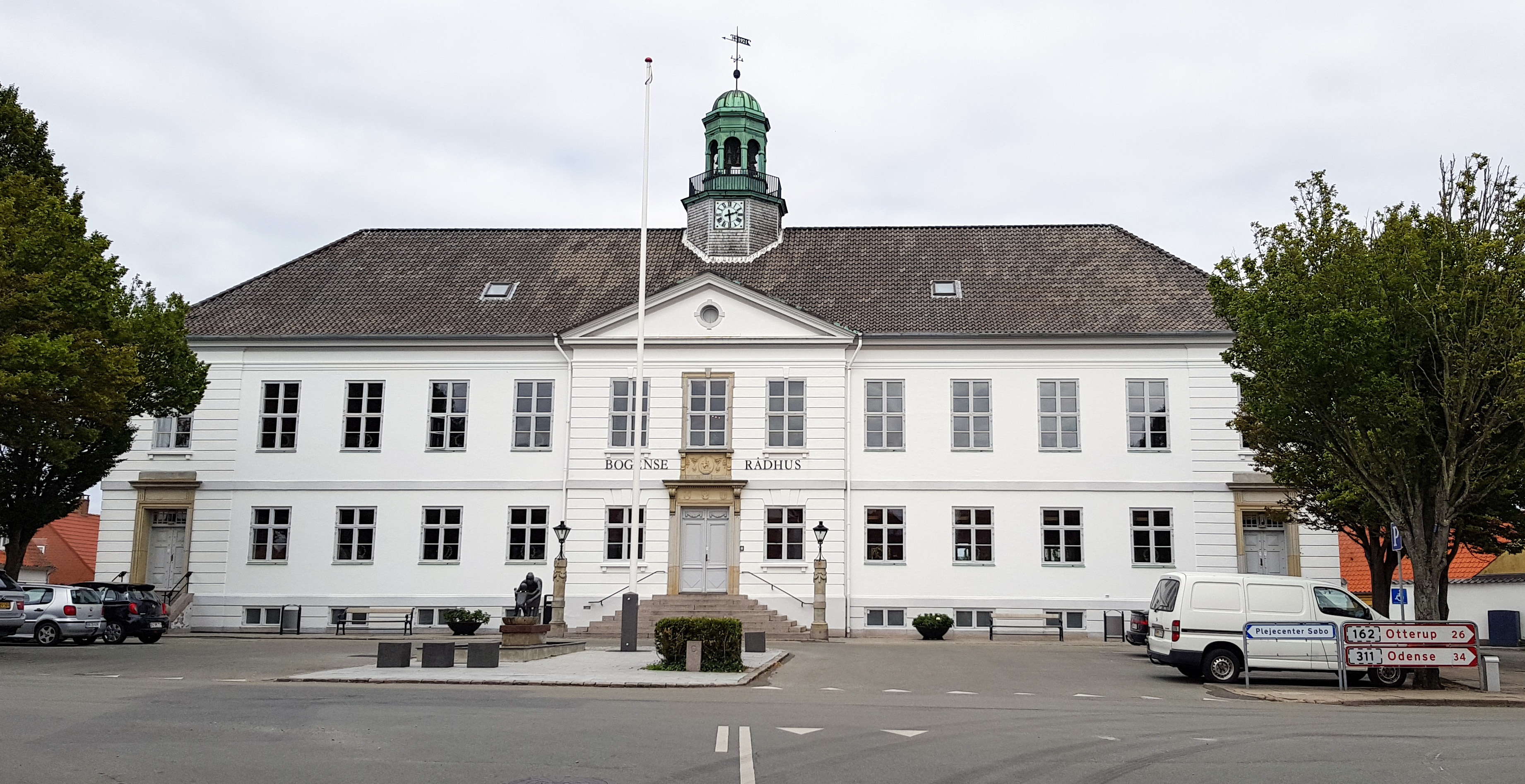
Das neue Rathaus von 1921
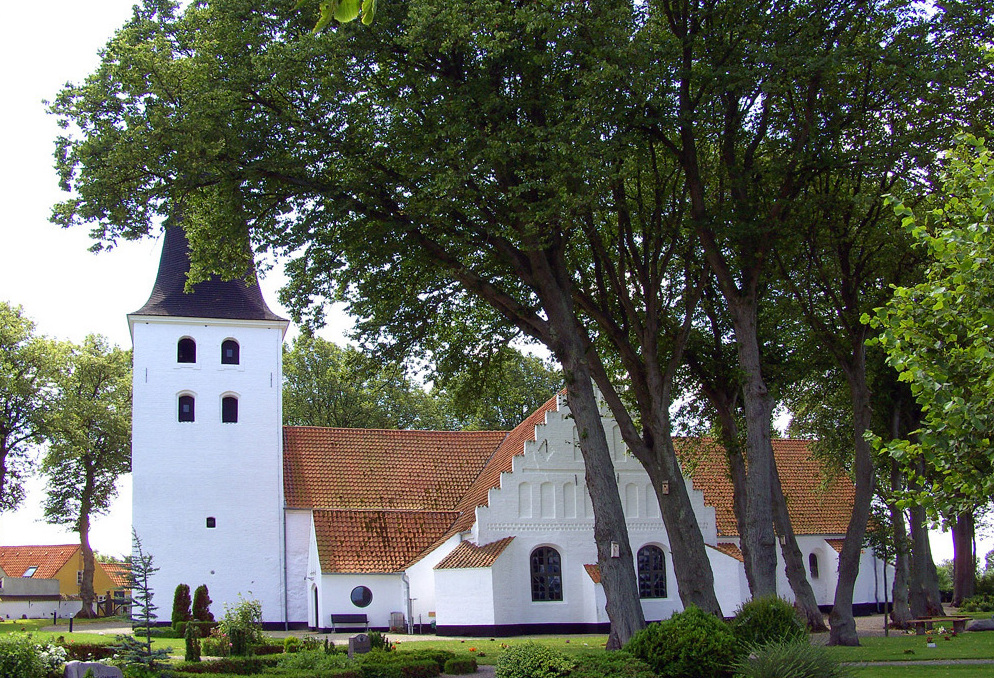
St.-Nikolaus-Kirche 12. bis 15. Jahrhundert
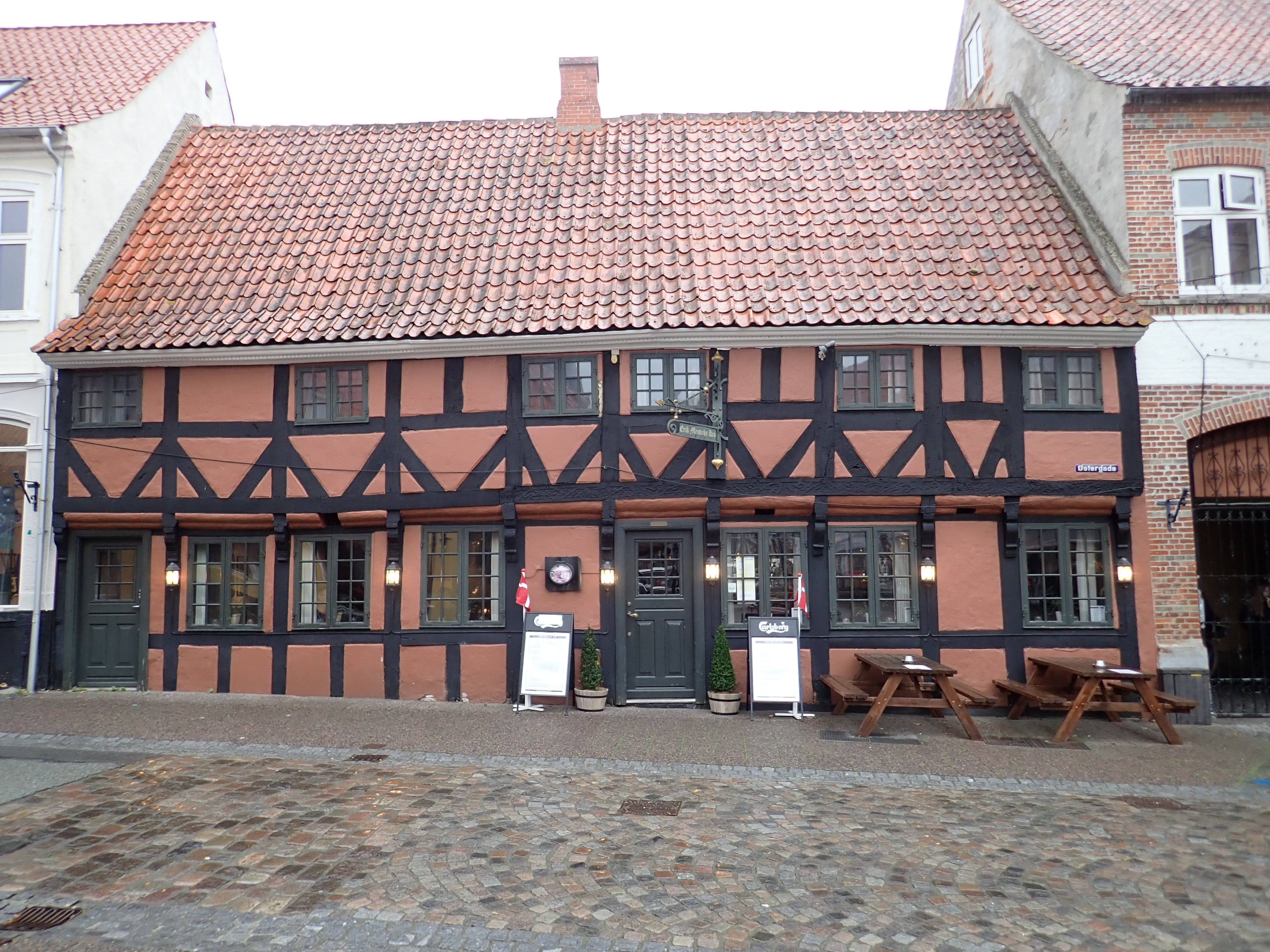
Erik Menveds Krug von 1543 (Gasthaus)
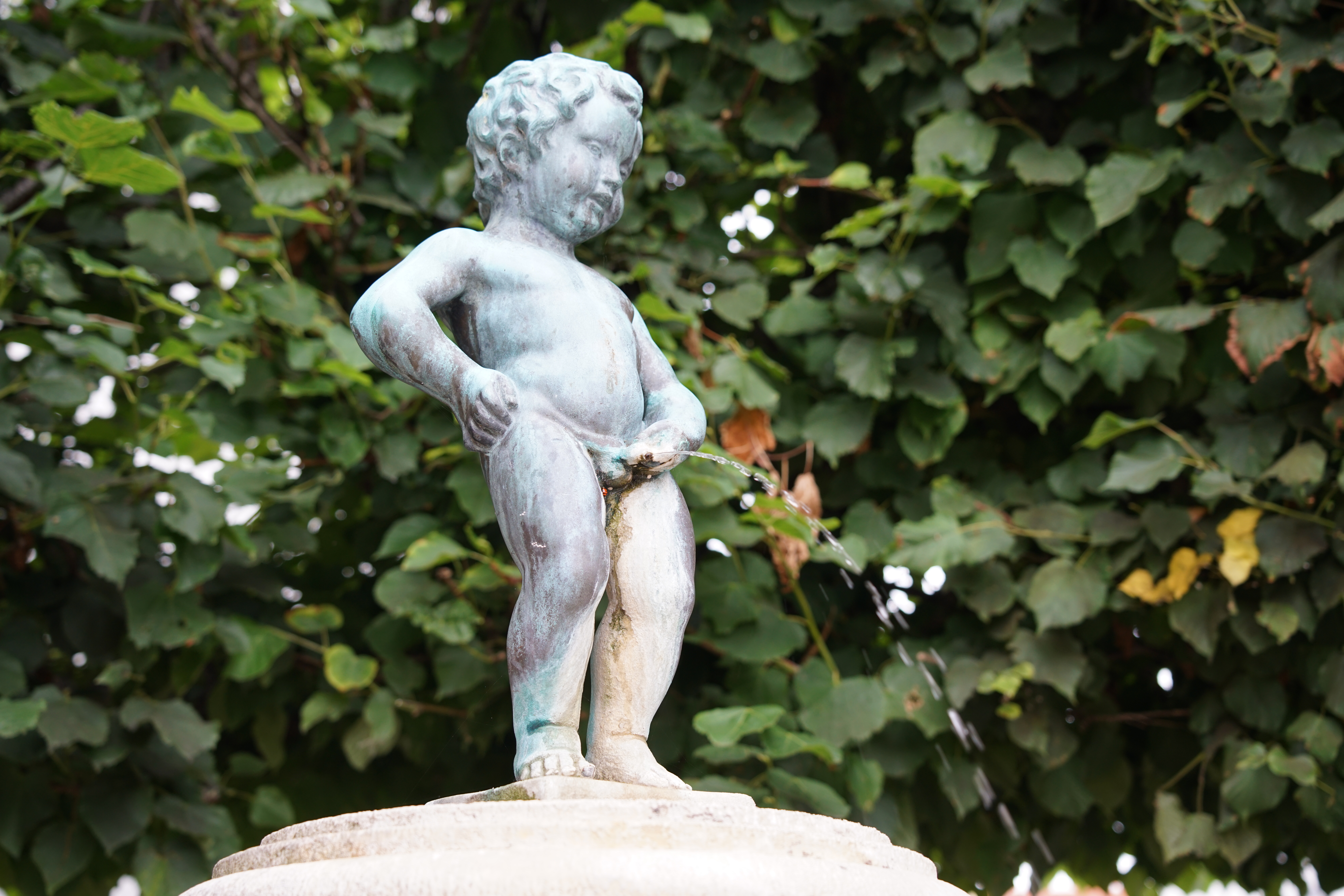
Manneken Pis-Statue
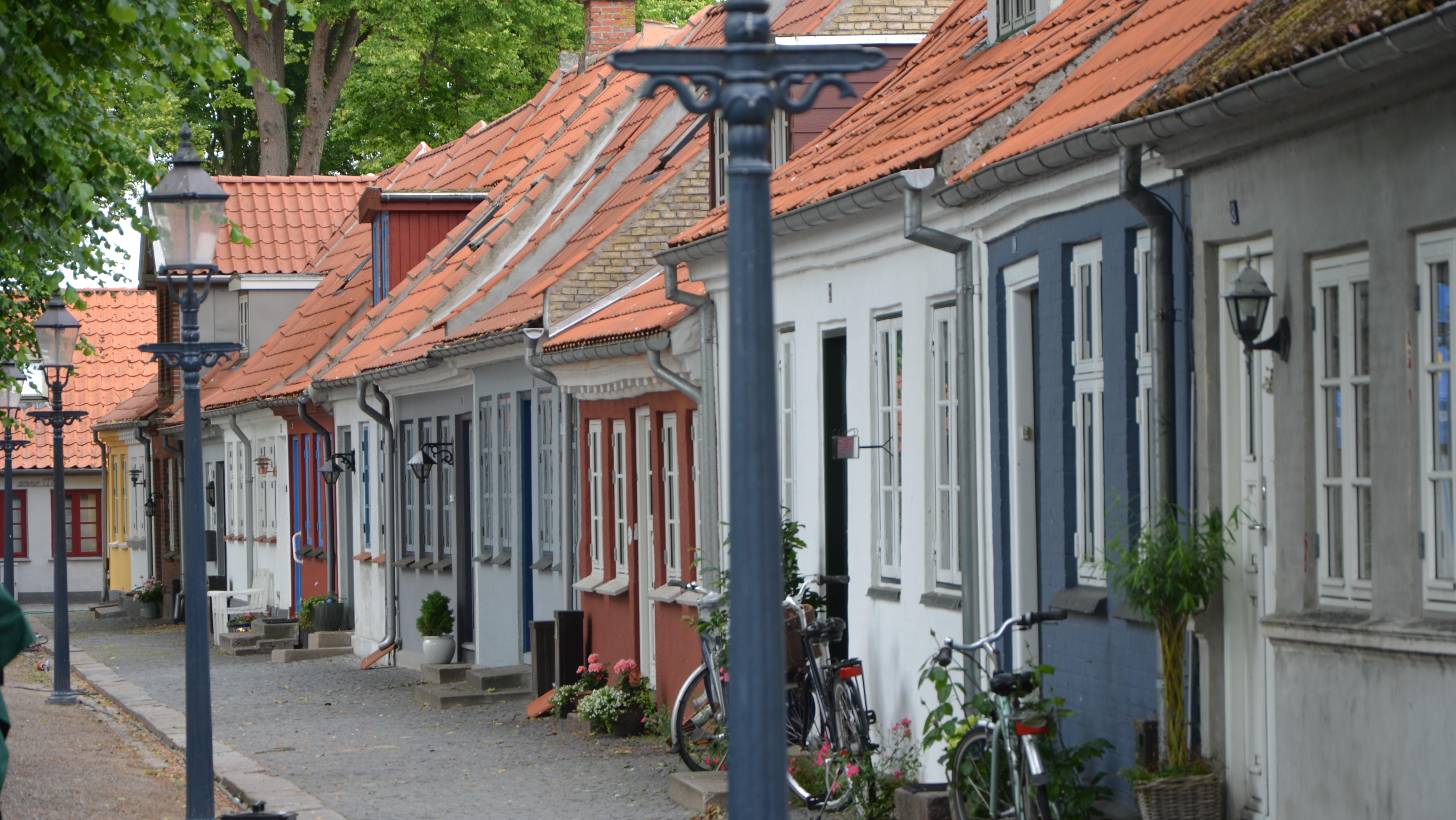
Marktplatz "Torvet"
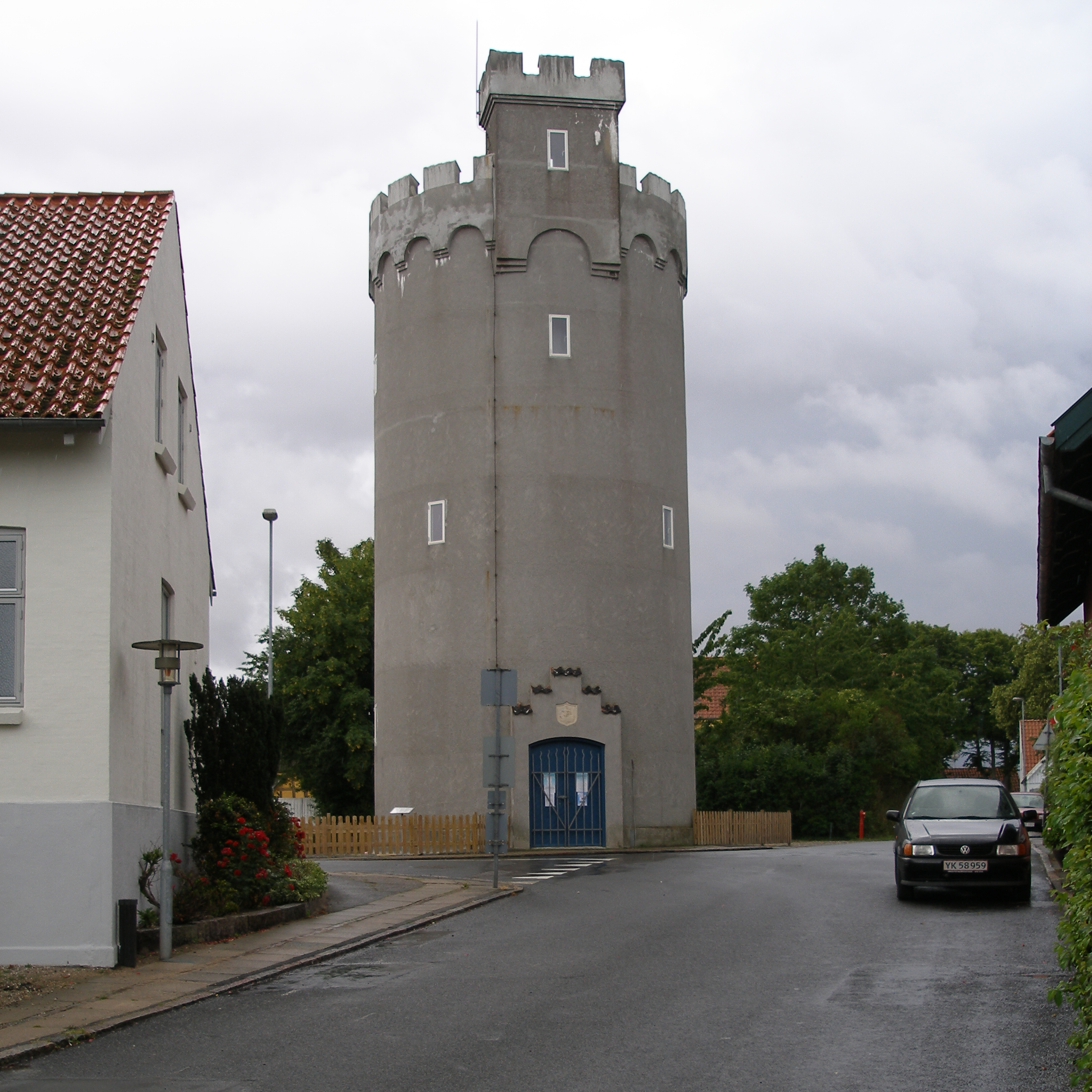
Wasserturm von 1910
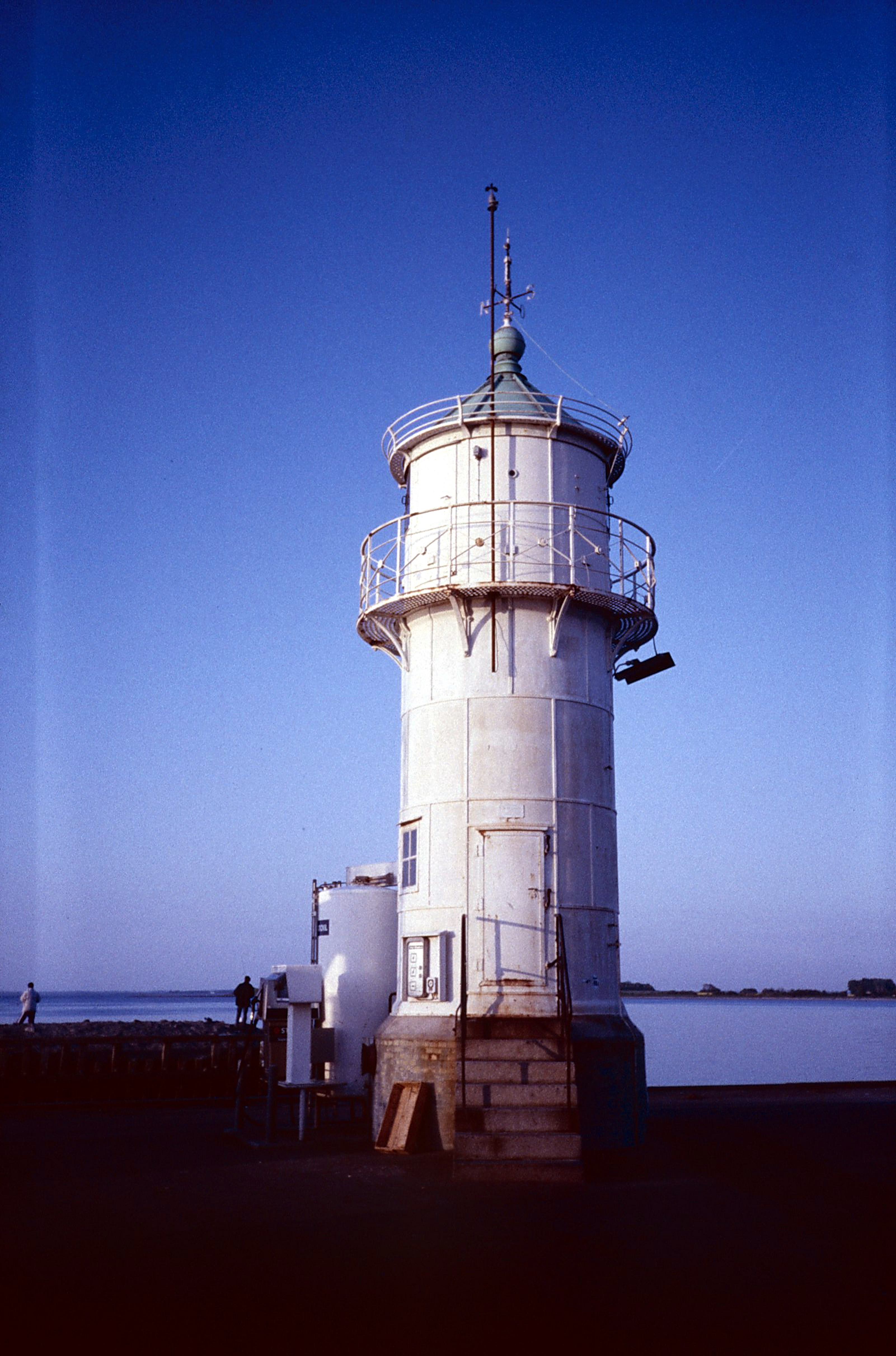
Leuchtturm (1998)